# Wincenty Aleksander Gosiewski

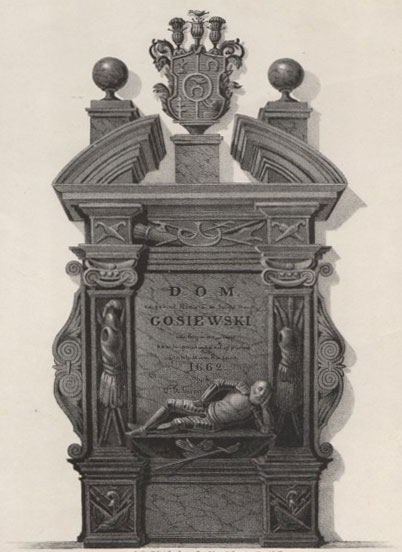
Nagrobek hetmana Wincentego Korwina Gosiewskiego w kościele św. Kazimierza w Wilnie (rys. z XIX w.)

Wincenty Aleksander Korwin Gosiewski herbu Ślepowron (ur. ok. 1620 w Wołczynie, zm. 29 listopada 1662 pod Ostryną) – marszałek drugiego sejmu zwyczajnego w Warszawie w 1650 roku, hetman polny litewski od 1654, podskarbi wielki litewski i pisarz wielki litewski od 1652, generał artylerii litewskiej od 1651, stolnik wielki litewski od 1646, ekonom olicki w latach 1654–1662.

## Życiorys
Po ojcu starosta puński i markowski, po bracie Krzysztofie również starosta wieliski. Marszałek Sejmu zwyczajnego w Warszawie 21–24 grudnia 1650. Polski dowódca wojskowy oraz dyplomata.
Pochodził ze szlacheckiej rodziny Gosiewskich, z linii pieczętującej się herbem Ślepowron. Syn Aleksandra Gosiewskiego, wojewody smoleńskiego. Żonaty z Magdaleną z domu Konopacką, córką Oktawiana Konopackiego, kasztelana elbląskiego.
Ukończył studia na Akademii Wileńskiej, studiował także w Wiedniu, w Padwie oraz w Rzymie.
Poseł na sejm 1640 roku, sejm 1641 roku.
Po powrocie do kraju został mianowany przez Władysława IV stolnikiem litewskim. Wyznaczony do rady wojennej w 1648 roku. Jako poseł na sejm konwokacyjny 1648 roku z województwa wileńskiego był członkiem konfederacji generalnej zawiązanej 31 lipca 1648 roku. W 1648 roku był elektorem Jana II Kazimierza Wazy z województwa wileńskiego, podpisał jego pacta conventa.
Poseł sejmiku wileńskiego na sejm 1649/1650 roku, poseł na sejm 1650 roku, sejm zwyczajny 1652 roku, sejm nadzwyczajny 1652 roku.
Służbę wojskową rozpoczął jako dowódca pułku jazdy walcząc w 1648 pod dowództwem hetmana polnego litewskiego Janusza Radziwiłła. W lipcu 1649 jako zastępca naczelnego wodza Janusza Radziwiłła miał swój poważny udział w rozbiciu wojsk kozackich w bitwie pod Łojowem. Już jako generał artylerii litewskiej w 1651 w bitwie pod Czarnobylem pobił wojska kozackie dowodzone przez pułkowników Antonowa i Adamowicza. Uczestniczył jako komisarz w rokowaniach pokojowych, które doprowadziły do ugody białocerkiewskiej.
W 1654 otrzymał buławę hetmana polnego litewskiego po Januszu Radziwille, który mianowany został wówczas hetmanem wielkim litewskim.
Podczas potopu szwedzkiego odegrał niebagatelną rolę polityczną i wojskową. W 1655 w Kiejdanach podpisał wprawdzie akt uznania króla Karola X Gustawa, jednakże już wkrótce wystąpił przeciw układom kiejdańskim i podjął działania, których celem było uzyskanie pomocy strony rosyjskiej. Pomimo nadzoru zdołał nawiązać kontakt z rosyjskim dyplomatą Wasylem Licharowem. Uwięziony przez Janusza Radziwiłła został osadzony w Kiejdanach, skąd jako więzień stanu przewieziony został następnie do Królewca. Będąc w niewoli nakłaniał Karola Gustawa do ataku na Rosję i zdołał uzyskać od niego pisemne potwierdzenie takiego zamiaru, które po odzyskaniu wolności przekazał carowi Aleksemu. Wiosną 1656 uciekł z niewoli na Litwę, gdzie w krótkim czasie, własnym kosztem, zorganizował kilka chorągwi. Walcząc z siłami szwedzkimi dotarł aż pod Warszawę, gdzie jako jeden z komisarzy królewskich nadzorował przejęcie stolicy. Uczestniczył w oblężeniu Tykocina oraz w bitwie, po której wojska szwedzkie ponownie zajęły Warszawę. Następnie na rozkaz króla przeniósł się ze swoimi chorągwiami na teren Prus Książęcych i Litwy. 8 października 1656 pod Prostkami doszczętnie rozbił wojska brandenburskie i szwedzkie, biorąc do niewoli księcia Bogusława Radziwiłła. Bitwa ta została opisana przez Henryka Sienkiewicza w powieści Potop. Kolejna bitwa stoczona pod jego dowództwem 22 października 1656 pod Filipowem zakończyła się jednak zwycięstwem wojsk dowodzonych przez feldmarszałka Gustawa Ottona Stenbocka; w bitewnym zamieszaniu udało się zbiec księciu Radziwiłłowi. W listopadzie 1656 w Wierzbowie zawarł rozejm z elektorem brandenburskim Fryderykiem Wilhelmem, po czym jako komisarz królewski doprowadził w 1657 do zawieszenia broni, a następnie do zawarcia traktatów welawsko-bydgoskich. Był uczestnikiem antyszwedzkiej konfederacji powiatów: wiłkomierskiego, kowieńskiego i upickiego podczas pospolitego ruszenia w Kiejdanach 16 grudnia 1656 roku. W 1658 walczył ze Szwedami na terenach Inflant i Żmudzi.
W 1658 uczestniczył w delegacji skierowanej przez króla na rokowania z Rosją. Pobity pod Werkami dostał się do niewoli, w której przebywał blisko cztery lata. Zwolniony z niewoli moskiewskiej został w 1662. Jako rekompensatę za doznane krzywdy otrzymał Kiejdany. W 1662 pobierał z kasy ambasadora francuskiego w Rzeczypospolitej Antoine de Lumbres’a pensję w wysokości 18 000 franków za poparcie planu elekcji vivente rege kandydata francuskiego Ludwiki Marii Gonzagi.
Był zwolennikiem silnej i scentralizowanej władzy królewskiej; popierał koncepcję wyboru następcy tronu jeszcze za życia króla (elekcja vivente rege). Na polecenie króla dążył do rozwiązania Związku Braterskiego, który powstał po wypowiedzeniu posłuszeństwa królowi przez część długo nieopłacanego wojska. W lipcu 1662 udał się do Wilna na rozmowy ze zbuntowanymi oddziałami wojska litewskiego. Został tam podstępnie pojmany przez Konstantego Kotowskiego, wicemarszałka związku, który w ten sposób zamierzał zapobiec porozumieniu, mogącemu w efekcie spowodować rozwiązanie konfederacji. Został zamordowany 29 listopada 1662 w pobliżu Ostryny (prawdopodobnie w Kobrowcach).
Konstanty Kotowski i inni sprawcy mordu skazani zostali na sejmie warszawskim przez sąd sejmowy 31 grudnia 1664 na karę śmierci przez ścięcie i poćwiartowanie. Wyrok wykonano na Rynku Starego Miasta w Warszawie 3 stycznia 1665.

## Potomstwo
Dziećmi hetmana Wincentego Gosiewskiego i Magdaleny Konopackiej byli:
- Teresa – wyszła za mąż: 1. za Józefa Bogusława Słuszkę, hetmana polnego litewskiego, kasztelana wileńskiego, 2. za Kazimierza Jana Sapiehę, wojewodę wileńskiego i hetmana wielkiego litewskiego. Z obu małżeństw córka Teresa nie doczekała się potomstwa,
- Zofia – wyszła za mąż za Aleksandra Przyjemskiego, podstolego koronnego,
- Karol - urodził się jako pogrobowiec hetmana w 1663 r. Prawdopodobnie nie dożył wieku dorosłego.

Po śmierci Wincentego. Gosiewskiego wdowa po nim wyszła za mąż za księcia Janusza Karola Czartoryskiego, podkomorzego krakowskiego.
Wbrew temu, co podaje większość opracowań, biskup smoleński Bogusław Korwin Gosiewski (1669-1744) nie był synem Wincentego Gosiewskiego i Magdaleny z domu Konopackiej, tylko Macieja Korwin Gosiewskiego, generała artylerii Wielkiego Księstwa Litewskiego i Małgorzaty z domu Szwab.